# 自治事務
自治事務（じちじむ）とは、地方自治法に定める地方公共団体の事務区分の一つ。地方公共団体の事務のうち、法定受託事務以外のものをいう（地方自治法第2条8項）。

## 概要
地方公共団体は、「地域における事務及びその他の事務で法律又はこれに基づく政令により処理することとされるものを処理する」（2条2項）ものとされ、このうち法定受託事務を除いたものが自治事務とされている。よって、自治事務は法令に基づく事務(狭義の自治事務)に限られず、地方公共団体が地域において住民福祉の向上を目的として処理する事務を広く含む。なお、後者を自ら処理する事務という意味において広義の自治事務という。
地方分権一括法による改正後の現行地方自治法では、国・都道府県・市町村をあくまでも対等な関係と位置付け、国の都道府県及び市町村に対する関与、または都道府県の市町村に対する関与についてはできるだけ排除されている。とくに自治事務については、地方自治法に基づく一般的なルールとしての関与は、助言・勧告、資料の提出の要求、是正の要求、協議の4類型に限られ、個別法における関与においても代執行や是正の指示など権力的な関与は原則として設けないこととされている。
また、法律又はこれに基づく政令により処理することとされる事務が自治事務である場合においては、国は、地方公共団体が地域の特性に応じて当該事務を処理することができるよう特に配慮しなければならない（2条13項）。

## 種類
- 法律・政令により事務処理が義務付けられるもの
都市計画の決定、国民健康保険の給付など
- 法律・政令に基づかずに任意で行うもの（条例に基づくものを含む）
印鑑登録、公共施設の管理など